# Gints Rācenis

Gints Rācenis

Gints Rācenis (* 1981 in Valka, Lettische SSR) ist ein lettischer Pianist.
Gints Rācenis entstammt einer Musikerfamilie und begann das Musikstudium im Alter von 8 Jahren an der J.Cimze-Musikschule in seiner Heimatstadt Valka. Ab 1996 setzte er seine Ausbildung an der Emīls-Dārziņš-Musikschule in Riga fort. Nach dem Abschluss im Jahr 2001 wurde Rācenis an der Hochschule für Musik und Theater Hamburg aufgenommen und studiert seitdem bei Marian Migdal.
Gints Rācenis besuchte Meisterklassen von Professoren der Lettischen Musikakademie wie Teofils Biķis, Ilze Graubiņa, Arnis Zandmanis, sowie bei den Pianisten Arthur Ozolins (Lettland/Kanada), John Perry (USA/Kanada), Igor Michailowitsch Schukow (Russland), Andrzej Jasiński (Polen) und Dominique Merlet (Frankreich). Im Jahr 2006 nahm Gints Rācenis an der Internationalen Klavierakademie in Murrhardt teil und nahm Unterricht bei Felix Gottlieb, Stanislav Pochekin und Anatol Ugorski.
Die ersten Erfolge erzielte er in regionalen Wettbewerben in seinem Heimatland. Im Jahr 1998 gewann er den dritten Preis im Internationalen Pianistenwettbewerb in Hyères, Frankreich. Ein Jahr später folgte ein Grand Prix und ein Sonderpreis im Internationalen Pianistenwettbewerb „Musical de France“ in Paris. Im Jahr 2004 gewann Rācenis den zweiten Preis im Elise Meyer Wettbewerb an der Hochschule für Musik und Theater Hamburg und den ersten Preis im Internationalen Wettbewerb Verfemte Musik in der Kategorie Klavier solo in Schwerin. Für seine Leistungen bei Internationalen Wettbewerben erhielt er in den Jahren 1998 und 1999 Auszeichnungen des lettischen Ministeriums für Kultur, ferner Stipendien der Franz Wirth-Gedächtnis-Stiftung, der Lettischen Gemeinschaft in Deutschland sowie ein Leistungsstipendium der Hamburger Musikhochschule.
Gints Rācenis gab Solo-Abende in den baltischen Staaten, in Dänemark und in Deutschland. Außerdem nahm er am Vendsyssel festival in Dänemark und an mehreren lettischen Musikfestivals teil. Er trat mit dem Symphonieorchester der Emīla Dārziņa mūzikas vidusskola, mit dem Kammerorchester der Internationalen Meisterklassen junger Musiker in Ogre und mit den Herner Symphonikern. Zudem gibt er immer wieder Konzerte als Begleiter für Instrumentalisten und Sänger.
Von 2010 bis 2012 leitete er das Kulturhausorchester Eppendorf.
Außer für klassische Musik begeistert er sich auch für Jazz-Improvisation und organisiert in Hamburg Konzerte lettischer Musik. Von 2009 bis 2021 leitete er den Balticoro, eine Gruppe von Sängern aus Deutschland, Lettland, Litauen und Estland, sowie das Stephansorchester der Stadt Schenefeld.